# Swindon Town
Swindon Town (offiziell: Swindon Town Football Club) – auch bekannt als The Robins – ist ein englischer Fußballverein aus Swindon, der seine Heimspiele im The Energy Check County Ground austrägt.

## Geschichte

### 1879–1945
Der Verein wurde offiziell im Jahr 1879 gegründet. Im Jahr 1894 trat Swindon Town der neuen Southern League als Gründungsmitglied bei und spielte fortan dort bis zum Ausbruch des Ersten Weltkrieges.
Mit Harold Fleming besaß der Klub zu dieser Zeit einen bemerkenswerten Spieler, der während seiner aktiven Laufbahn für Swindon Town zwischen 1907 und 1924 202 Tore in 332 Spielen schoss und neun Länderspiele für die englische Nationalmannschaft absolvierte. Noch heute erinnert in Swindon eine Statue sowie die nach ihm benannte Straße Fleming Way an den erfolgreichen Fußballer früherer Tage.
In der Saison 1909/10 erreichte Swindon Town das Halbfinale im FA Cup und verlor dort gegen Newcastle United, welche danach im Finale auch den FC Barnsley schlugen. Barnsley und Swindon wurden daraufhin zu einer Begegnung ins Pariser Prinzenparkstadion eingeladen, um dort den sogenannten Dubonnet Cup auszuspielen. Zwei Tore von Fleming sicherten Swindon den zentnerschweren Pokal.
Die darauffolgende Saison 1910/11 brachte die erste Meisterschaft in der Southern League für Swindon Town, nach der der Verein das Charity-Shield-Spiel gegen Manchester United, den amtierenden Meister aus der Football League, austragen durfte. In dem bis heute torreichsten Charity-Shield-Spiel in England unterlag Swindon am 25. September 1911 seinem Gegner mit 4:8. Nur ein Jahr später gelang Swindon Town erneut der Sprung ins Halbfinale des FA Cups, wo man im Wiederholungsspiel erneut Barnsley unterlag. Im Jahr 1914 wurde Swindon zum zweiten und letzten Mal Meister der Southern League.
Nach dem Ende des 1. Weltkrieges trat Swindon 1920 der Football League als Gründungsmitglied der neuen Third Division bei und schlug im ersten Spiel Luton Town mit 9:1. Dieser Sieg ist bis heute Swindons bestes Resultat in einem Meisterschaftsspiel.
Nachdem 1921 die Third Division zu einer regionalen Third Division South worden war, konnte sich der Verein dort langfristig festsetzen, wobei weder ein Aufstieg in die höhere Second Division gelang noch ein Abstieg hingenommen werden musste, obwohl man in den Jahren 1933, 1956 und 1957 nach sportlichen letzten bzw. vorletzten Plätzen um den Verbleib in der dritten Liga bitten musste.
Während des Zweiten Weltkrieges wurde ein Großteil der Spieler in die Armee eingezogen und der County Ground als Kriegsgefangenenlager benutzt.

### 1945–1979
Die Nachkriegszeit war für Swindon von einem stetigen Aufenthalt in den unteren englischen Profiligen geprägt. Nachdem der Verein 1963 mit einem zweiten Platz erstmals in seiner Vereinsgeschichte in die Football League Second Division aufstieg, folgte zwei Jahre später der erneute Fall in die Drittklassigkeit. Dennoch verfügte der Verein mit Bert Head und Danny Williams über gute Trainer, und nach einem 3:1-Finalsieg gegen den FC Arsenal gewann Swindon Town 1969 mit dem englischen Ligapokal die erste und einzige wichtige Trophäe in der Vereinsgeschichte. Im gleichen Jahr gelang als Vizemeister hinter dem punktgleichen FC Watford die Rückkehr in die zweite Liga. Der zweifache Torschütze im Ligapokalendspiel Don Rogers war auch 1970 maßgeblich am 3:0-Sieg gegen den SSC Neapel im sogenannten „Anglo-Italian Cup“, einem englisch-italienischen Pokalwettbewerb, beteiligt. Auch den „Anglo-Italian League Cup“, in dem der englische Ligapokal- dem italienischen Coppa-Italia-Sieger gegenüberstand, gewann Swindon Town, als nach Hin- und Rückspiel der AS Rom mit insgesamt 5:3 besiegt wurde. Aus dieser Zeit stammt auch der Zuschauerrekord des Klubs: am 15. Januar 1972 kamen zum FA-Cup-Spiel gegen den FC Arsenal 32.000 Zuschauer.

### 1980–1991
Swindon Town erlebte 1982 mit dem Abstieg in die Fourth Division seinen Tiefpunkt und verblieb dort bis zum Aufstieg als Viertligameister im Jahr 1986. Es folgte der direkte Durchmarsch in die zweite Liga, als Swindon im Play-off zum Aufstieg zunächst Wigan Athletic und danach den FC Gillingham ausgeschaltet hatte. Der erfolgreiche Trainer Lou Macari verließ 1989 den Verein, um künftig West Ham United zu betreuen. Er wurde durch Osvaldo Ardiles ersetzt. In seiner ersten Saison gelang Ardiles mit einer technisch stark verbesserten Mannschaft über die Play-offs der sportliche Aufstieg in die First Division. Als Swindon Town jedoch einen 36-fachen Verstoß gegen das Regelwerk der Football League eingestehen musste, in deren Folge der Präsident Brian Hiller zu einer halbjährigen Haft- und Chefbuchhalter Vince Farrar zu einer Bewährungsstrafe verurteilt wurden, stufte der Verband Swindon in die dritte Liga zurück. Noch heute ist der Gesang Swindle Town (zu deutsch – to swindle: „schwindeln“) bei den gegnerischen Anhängern sehr beliebt. Anstelle von Swindon Town stieg der AFC Sunderland in die erste und die Tranmere Rovers in die zweite Liga auf. Nach einer erfolgreichen Berufung wendete Swindon den Abstieg in die Third Division dann doch noch ab und durfte an der Second Division teilnehmen. Die Saison 1990/91 gestaltete sich schwierig und der Verein musste um den Klassenverbleib fürchten. Nachdem Ardiles im März 1991 dann zu Tottenham Hotspur wechselte, verpflichtete der Klub mit dem international erfahrenen Glenn Hoddle einen 33-jährigen Spielertrainer, der die Mannschaft schnell aus der Abstiegszone führte.

### 1991–1999
Swindon entwickelte sich unter Hoddles Regentschaft positiv und verpasste 1992 die Teilnahme an den Ausscheidungsspielen nur knapp. Im Jahr 1993 gelang dann nach einem 4:3-Sieg gegen Leicester City im Play-off-Endspiel der erstmalige Aufstieg in die erste Liga, die seit 1992 Premier League heißt.
Hoddle wechselte im Sommer des gleichen Jahres zum FC Chelsea und sein vormaliger Co-Trainer John Gorman übernahm das Traineramt in Swindon. Der Verein konnte sich in der Premier League 1993/94, seiner einzigen Spielzeit in der obersten englischen Spielklasse, dem hohen Niveau nie richtig anpassen und stieg nach nur fünf Siegen direkt wieder ab. Die 100 Gegentore in dieser Saison bedeuteten bis zur Saison 2023/24 Negativrekord in der Premier League. Gorman wurde im November 1994 entlassen, nachdem der Verein auch in der zweiten Liga wieder in der unteren Tabellenhälfte zu finden war. Der 33-jährige ehemalige Mittelfeldspieler von Manchester City Steve McMahon übernahm das Traineramt, konnte aber trotz des Erreichens des Halbfinales im Ligapokal den zweiten Vereinsabstieg in Serie nicht verhindern. Der Verkauf des norwegischen Torjägers
Jan Åge Fjørtoft zur Mitte der Saison an den FC Middlesbrough war dabei nach Meinung der Anhänger mitverantwortlich für diesen Niedergang.
McMahon führte den Verein 1996 auf Anhieb als Drittligameister zurück in die zweite Liga. Die finanzielle Lage hatte sich jedoch verschlechtert, so dass McMahon nicht in der Lage war, eine Mannschaft zusammenzustellen, die um den Aufstieg in die Premier League spielte. Als sich Swindon Town erneut im Abstiegskampf wiederfand, wurde McMahon im September 1998 entlassen und durch Jimmy Quinn, der den FC Reading 1995 zur Vizemeisterschaft in der zweiten Liga und ins Play-off-Endspiel geführt hatte, ersetzt.
Swindon Towns Finanzprobleme setzten sich jedoch auch in der Saison 1999/2000 fort und der Fortbestand des Vereins wurde erst kurz vor Ende der Spielzeit nach einer Übernahme durch Terry Brady sichergestellt. Der Abstieg in die dritte Liga konnte als Tabellenletzter hingegen nicht mehr abgewendet werden. Der neue Eigentümer beurlaubte Quinn daraufhin und verpflichtete Colin Todd, der die Bolton Wanderers in die Premier League geführt hatte und nun hohe Erwartungen in Swindon weckte.

### Seit 2000

Altes Logo von Swindon Town

Swindon startete schwach in die Saison 2000/01 und Todd wechselte im November 2000 in den Trainerstab von Derby County, während sein ehemaliger Co-Trainer Andy King das Amt in Swindon für den Rest der Spielzeit übernahm. Nach dem Klassenerhalt in der dritten Liga verlängerte der Verein Kings Vertrag nicht und verpflichtete mit Roy Evans einen ehemaligen Trainer des FC Liverpool als technischen Direktor sowie den Liverpooler Abwehrspieler Neil Ruddock als Spielertrainer. Noch vor Weihnachten verließ das Duo den Verein jedoch wieder (das teure Experiment mit Ruddock, das dem Verein finanziell sehr schadete, wurde nach Ruddocks Spitznamen „Razor“ fortan „Razorgate“ genannt), so dass Andy King seine zweite Amtszeit antrat. Er verpflichtete mit Sam Parkin einen Ersatzspieler des FC Chelsea, der sich mit 26 Toren in der Saison 2002/03 zu einem Leistungsträger entwickeln sollte.
Zu Parkin gestellte sich in der anschließenden Saison mit Tommy Mooney ein ehemaliger Stürmer der Vereine Birmingham City und FC Watford. Dieses Sturmduo war maßgeblich für die Teilnahme an den Ausscheidungsspielen verantwortlich, wo Swindon jedoch im Halbfinale Brighton & Hove Albion nach verlorenem Elfmeterschießen unterlag.
In der Spielzeit 2004/05 platzierte sich die Mannschaft im Mittelfeld der Liga und Parkin wurde an Ipswich Town verkauft. King verpflichtete daraufhin von den Queens Park Rangers die Angreifer Jamie Cureton und Tony Thorpe, die jedoch beide den Durchbruch nicht schafften und somit Parkin nicht vollständig ersetzen konnten.
Nach einem wechselhaften Beginn in der Saison 2005/06 wurde King entlassen und durch den Jugendtrainer Iffy Onuora bis zum Ende der Spielzeit ersetzt. Am Ende der Saison wurde Swindon 23. der Football League One und musste daher erstmals seit 20 Jahren wieder in die Viertklassigkeit absteigen. Als neuer Spieltrainer wurde zur Saison 2006/07 der ehemalige Nationalspieler Dennis Wise – gemeinsam mit dem Uruguayer Gustavo Poyet als Assistent – verpflichtet. Mit diesem Gespann errang der Verein auf Anhieb sechs Siege in den ersten sechs Spielen und die Tabellenführung. Als dann Wise und Poyet im Oktober des Jahres den Klub überraschend Richtung Leeds United verließen, übernahm – nach zwei Interimslösungen – Paul Sturrock den vakanten Trainerstuhl bei Swindon Town.
Nachdem Maurice Malpas die „Robins“ zwischen Januar und Dezember 2008 betreut hatte, war seit dem 26. Dezember 2008 Danny Wilson Trainer von Swindon Town.
Im Mai 2011 übernahm der Italiener Paolo Di Canio die Cheftrainerposition. Er schaffte den sofortigen Aufstieg in die Football League One. Nach Streitigkeiten mit den alten Eigentümern über Spielertransfers und dem erwarteten Verkauf des Vereins, kündigte Di Canio seinen Vertrag am 18. Februar 2013.

## Ligazugehörigkeit
- 1894–1920: Southern League
- 1920–1958: Football League Third Division South
- 1958–1963: Football League Third Division
- 1963–1965; Football League Second Division
- 1965–1969: Football League Third Division
- 1969–1974: Football League Second Division
- 1974–1982: Football League Third Division
- 1982–1986: Football League Fourth Division
- 1986–1987: Football League Third Division
- 1987–1992: Football League Second Division
- 1992/93: Football League First Division
- 1993/94: Premier League
- 1994/95: Football League First Division
- 1995/96: Football League Second Division
- 1996–2000: Football League First Division
- 2000–2004: Football League Second Division
- 2004–2006: Football League One
- 2006/07: Football League Two
- 2007–2011: Football League One
- 2011–2012: Football League Two
- 2012–2017: Football League One / EFL League One
- 2017–2020: EFL League Two
- 2020/21: EFL League One
- seit 2021: EFL League Two

## Rekordspieler
Die folgende Aufstellung zeigt jeweils die 10 Spieler mit den meisten Pflichtspieleinsätzen und -toren in der Geschichte von Swindon Town.
| Einsätze | Einsätze         | Einsätze             | Einsätze |
| -------- | ---------------- | -------------------- | -------- |
| 1        | John Trollope    | 1960–1980            | 514      |
| 2        | Maurice Owen     | 1946–1963            | 601      |
| 3        | Fraser Digby     | 1986–1998            | 505      |
| 4        | Sam Burton       | 1945–1961            | 495      |
| 5        | Don Rogers       | 1962–1972, 1976–1977 | 490      |
| 6        | Jimmy Allan      | 1971–1985            | 436      |
| 7        | Billy Tout       | 1905–1920            | 433      |
| 8        | Joe Butler       | 1965–1976            | 428      |
| 9        | Garth Hudson     | 1948–1960            | 427      |
| 10       | Colin Calderwood | 1985–1993            | 414      |

| Tore | Tore              | Tore                 | Tore |
| ---- | ----------------- | -------------------- | ---- |
| 1    | Harry Morris      | 1926–1933            | 229  |
| 2    | Harold Fleming    | 1907–1924            | 204  |
| 3    | Don Rogers        | 1962–1972, 1976–1977 | 180  |
| 4    | Maurice Owen      | 1946–1963            | 165  |
| 5    | Archie Bown       | 1904, 1906–1919      | 142  |
| 6    | Steve White       | 1986–1994            | 111  |
| 7    | Andy Rowland      | 1978–1986            | 98   |
| 7    | Duncan Shearer    | 1988–1992            | 98   |
| 9    | Freddy Wheatcroft | 1904–1906, 1909–1917 | 96   |
| 10   | Bob Jefferson     | 1908–1922            | 89   |